# Euryphalara
Euryphalara este un gen de muște din familia Tephritidae.

Cladograma conform Catalogue of Life:
| Euryphalara | \| \| Euryphalara barnardi \| \| \| \| \| \| Euryphalara mecistocephala \| \| \| \| |
|             | \| \| Euryphalara barnardi \| \| \| \| \| \| Euryphalara mecistocephala \| \| \| \| |
|             | Euryphalara barnardi                                                                |
|             |                                                                                     |
|             | Euryphalara mecistocephala                                                          |
|             |                                                                                     |